# Duinkerke-Zuid
Duinkerke-Zuid (Frans: Dunkerque-Sud) is een wijk van de Franse stad Duinkerke. De wijk heeft een oppervlakte van 11,188 km² en telt bijna 6730 inwoners.
De wethouder van Duinkerke-Zuid is Louardi Boughedada.